# 季莫费·萨普罗诺夫

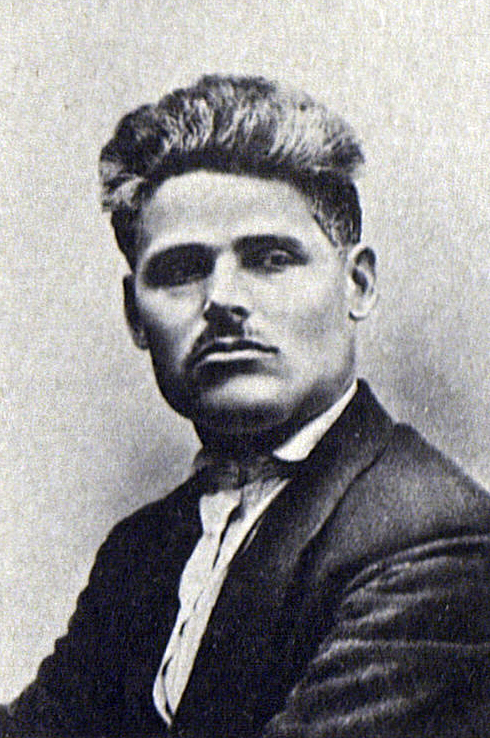
1926年的季莫费·萨普罗诺夫

季莫费·弗拉基米罗维奇·萨普罗诺夫（羅馬化：Timofey Vladimirovich Sapronov；1887年—1937年9月28日）是一位俄罗斯革命家、老布尔什维克和社会主义活动家、全联盟共产党（布尔什维克）左翼反对派的领导人之一，曾任俄国社会民主工党 (布尔什维克)军事委员会委员、立宪会议议员、哈爾科夫省执行委员会主席、建筑工人工会主席、最高经济委员会副主席、俄共（布）中央委员。
萨普罗诺夫出生在俄罗斯帝国圖拉省莫斯陶什卡的一个非常贫穷的农民家庭。他家住在一间屋顶漏水的小屋里，当他7岁开始上学时，他的衣服非常破烂，其他孩子给他起了个绰号叫“乞丐”。15岁时，他成为油漆工。1905年俄国革命期间，他参加莫斯科的街头示威游行。1912年，他通过阅读 《真理报》了解到俄国社会民主工党布尔什维克派，并在同事中创建一个布尔什维克团体，并成立一个建筑工会。1916年，他被征召入伍，参加对德作战，但因病退伍。
1927年12月，萨普罗诺夫在全联盟共产党（布尔什维克）第十五次代表大会上被开除出党，并被判处流放阿尔汉格尔斯克三年。
1931年12月，萨普罗诺夫撰写一篇11页的文章，题为《小资产阶级独裁的垂死挣扎》，指出蘇聯政府通过“警察手段”强迫农民加入集体农庄，造成了“一种丑陋的国家资本主义”，并且“把这样的经济称为社会主义是在对工人阶级犯罪。”这篇文章被內務人民委員部获得。1935年4月，弗拉基米尔·米哈伊洛维奇·斯米尔诺夫、萨普罗诺夫及其妻子娜塔莉亚·麦什被带到莫斯科，苏联官方指控他们参与反革命阴谋。萨普罗诺夫被判处五年监禁。大清洗期间的1937年9月27日，萨普罗诺夫被从监狱带走并被判处死刑；次日，他被处决。
1989年6月20日，萨普罗诺夫获得平反。